# Botchan
Botchan (坊っちゃん) est un roman de l'auteur japonais Natsume Sôseki, publié en 1906.
Ce court roman est un des plus populaires du Japon. Chaque écolier japonais le lit au cours de sa scolarité. Ce roman est très largement autobiographique et se rapporte au séjour de l'auteur à Matsuyama dix ans plus tôt.
Nous sommes dans le Japon de la fin du XIXe siècle, la première génération après la restauration de l'empereur Meiji, alors que le pays vient seulement de s'ouvrir au monde (Bakumatsu) et qu'une nouvelle époque commence. Botchan est orphelin très jeune, bagarreur et risque-tout. Le garçon ne trouve d'affection que chez Kiyo, la servante de la famille, de noble lignée ruinée.
Envoyé pour son premier poste comme professeur de mathématiques dans un collège de province, le jeune citadin se trouvera, comme l'auteur, transplanté, en butte aux tracasseries de ses élèves et aux intrigues de ses collègues.
L'école a ses règles strictes, les cours sont rythmés par le son du clairon, les professeurs sont jaloux les uns des autres et exigent qu'on les respecte en fonction de leur position dans la hiérarchie. Il leur donne des sobriquets, se lie d'amitié avec un collègue qu'il a surnommé Porc-Épic. Il ne se sent pas à l'aise, venant de la capitale. Les autres le trouvent superficiel et vaniteux, et lui se sent exilé parmi des campagnards.
Les bagarres entre le collège et l'école normale à l'occasion de la célébration de la victoire du Japon sur la Russie marqueront la fin de la carrière provinciale du professeur. Dénoncé dans la presse locale comme un « jeune blanc-bec inconnu fraîchement débarqué de Tokyo qui a incité nos élèves, ces jeunes gens dociles et respectueux, à provoquer des troubles », il sera tout heureux de présenter sa démission et de rentrer à Tokyo.
C'est un roman d'éducation, caustique et vif, plein d'observations au vitriol sur le milieu provincial.

## Bande dessinée contemporaine
Jirô Taniguchi, en hommage à Botchan, a publié une bande dessinée dans le style réaliste qui évoque Natsume Sôseki à cette époque: Au temps de Botchan.